# Salamo Arouch
Salamo Arouch, né Solomón Aroúch (grec moderne : Σολομόν Αρούχ) le 1er janvier 1923 à Thessalonique (Grèce) et mort le 26 avril 2009 à Tel Aviv-Jaffa (Israël), est un boxeur grec. Champion poids légers de Grèce en 1938, il survit à la Shoah en boxant, à la demande des officiers nazis du camp de concentration d'Auschwitz.

## Biographie
Salamo Arouch est né en 1923 à Thessalonique en Grèce. Son père est un stevedore ; il a suscité l'intérêt de Salamo pour la boxe, en lui apprenant ce sport alors qu'il était encore enfant.
Arouch dit que lorsqu'il avait quatorze ans, en 1937, il joua son premier match de boxe et le remporta. La boxe est alors un sport amateur en Grèce. En 1938, Arouch remporte le championnat de Grèce de boxe en poids légers, et, en 1939, il remporte le championnat des Balkans en poids légers. Après avoir réussi à gagner 24 victoires de suite en KO, Arouch rejoint alors l'armée grecque.
En 1943, Arouch et sa famille sont transportés dans le camp de concentration d'Auschwitz. Tatoué prisonnier 136954 sur son poignet, Arouch raconte que le commandant du camp de la Schutzstaffel recherchait des boxeurs et, en découvrant le talent d'Arouch, il lui imposa deux ou trois matchs par semaine contre d'autres prisonniers juifs ou roms, ou parfois des gardes de camp,. Selon Arouch lui-même, il est resté invaincu à Auschwitz pendant 208 combats, quasiment tous gagnés par KO ; il n'aurait eu que deux matchs nuls, car il a été obligé de combattre alors qu'il récupérait de sa dysenterie,. Il raconte que les prisonniers qui perdaient étaient tués dans une chambre à gaz ou par balles. En général, toujours selon Arouch, les matchs se poursuivaient jusqu'à ce qu'un combattant aille au sol ou que les nazis ne désirent plus regarder le match. Arouch affirme qu'il pesait environ 135 pounds et battait souvent des hommes plus larges que lui. Il réussit à battre un rom de 250 pounds en seulement 18 secondes,. Selon Arouch, son adversaire le plus fort a été Klaus Silber, un Juif allemand qui avait été un boxeur amateur invaincu pendant 44 matchs avant la guerre, mais qu'Arouch battit par KO.
Arouch est transféré dans le camp de Bergen-Belsen en 1945, où il travaille comme esclave, jusqu'à ce que le camp soit libéré, ou, selon les sources, il aurait été libéré à Auschwitz le 17 janvier 1945, dix jours avant l'arrivée de l'Armée rouge. Alors qu'il cherchait sa famille à Bergen-Belsen en avril 1945, Arouch y rencontre Marta Yechiel, une survivante de 17 ans, également originaire de Thessalonique. Mais ses parents, son frère et ses trois sœurs cadettes n'ont pas survécu : son père a été exécuté alors qu'il devenait trop faible pour travailler, son frère a été tué par balle alors qu'il a refusé de retirer des dents en or de la bouche d'autres prisonniers juifs, et les autres furent tués en chambre à gaz.
Avec Yechiel, il émigre (alya) en Israël et s'installe à Tel Aviv-Jaffa, où, devenu connu sous le prénom de Schlomo, il continue la boxe en amateur avant d'ouvrir une entreprise et de devenir homme d'affaires,,. Arouch et Yechiel se marient en novembre 1945 et élèvent une famille de quatre (ou trois) enfants (dont une fille, Dalia Ganon, et une autre fille) et douze (ou treize) petits-enfants,. Il combat lors du conflit judéo-arabe de 1947-1949.
Le record d'invincibilité d'Arouch ayant débuté en 1937 se termine le 8 juin 1955, lorsqu'il est battu par KO en quatre rounds par l'Italien Amleto Falcinelli à Tel Aviv.
Le film Triumph of the Spirit (1989) de Robert Malcolm Young se base sur sa vie, Willem Dafoe jouant son rôle,,. Arouch a un caméo dans le film : il joue un homme dans le public lors du match qui voit Arouch remporter le championnat des Balkans. Arouch a aidé à la réalisation de ce film, en accompagnant les réalisateurs dans le camp de concentration et en y restant trois mois,. Le film prend des libertés avec la réalité biographique de sa vie, notamment en lui prêtant une histoire avec sa femme avant la déportation. Après la sortie du film, un autre boxeur juif de Thessalonique Jacques "Jacko" Razon porte plainte contre Arouch et les producteurs du film, les accusant d'avoir volé son histoire et d'avoir exagéré les exploits d'Arouch. Il réclame plus de vingt millions de dollars. L'affaire est résolue en 1995 ; Razon reçoit 5 000 euros de la part du studio.